# 渡辺就国
渡辺 就国（わたなべ なりくに）は、戦国時代から安土桃山時代にかけての武将。毛利氏の家臣。

## 生涯
毛利氏の譜代家臣・粟屋元国の三男として生まれ、渡辺広の養子となった。初めは渡辺元と名乗り、後に就国と改名した。
年不詳ではあるが、いくつか残されている毛利家近習衆の具足注文の一つに就国の名も記されているものがあり、就国の具足数は6両と記されている。また、騎馬衆や走衆の構成を記した文書には走衆の9番目に「渡邊新右衛門尉」と記されている。
天文19年（1550年）7月12日から7月13日にかけて毛利元就によって安芸井上氏が粛清された直後の7月20日に毛利氏家臣団238名が連署して毛利氏への忠誠等を誓った起請文においては、126番目に「渡邊新右衛門尉」と署名している。
天文20年（1551年）1月1日に作成された番帳において、内藤彦九郎と井上光俊と共に5番に列せられる。
弘治3年（1557年）1月1日に作成された番帳において、山県元重と坪井助七郎と共に2番に列せられる。
同年12月2日に毛利氏家臣239名が名を連ねて軍勢狼藉や陣払の禁止を誓約した連署起請文において、23番目に「渡邊新右衛門尉」と署名している。
永禄3年（1560年）に行われた周防国玖珂郡山代地方の検地で検地奉行を務めたほか、山代の宇佐・大原郷の草使に任命される。
永禄5年（1562年）6月、尼子方の石見国人である本城常光が毛利氏に服属して石見銀山が毛利氏のもとに戻ったが、本城常光の毛利氏服属は以前から本城常光と抗争していた石見国の毛利方勢力に疑心を抱かせる恐れがあった。その対応の一例として、元就は就国を使者として邑智郡の二子山城主・出羽元祐のもとに派遣し、本城常光が毛利氏への服属を希望していることを事前に伝えて、了承を得ている。
永禄8年（1565年）12月18日、石見国美濃郡において堂原8貫目、くの原7貫目、小多田名10貫目の合計25貫文の地が、元就から就国の次男・勝法（後の粟屋元充）に給地として与えられた。
永禄12年（1569年）8月3日、かつての神辺城主・山名理興の家老であった藤井皓玄が尼子勝久の挙兵に応じて神辺城を攻撃した。当時、神辺城主の杉原盛重は北九州に出陣して不在であり、留守居として庄原肥後守が神辺城を僅かな兵で守っていたが、衆寡敵せず城を逃れた。
同年10月、楢崎豊景、村上亮康、庄原肥後守らが備中国浅口郡西大島で藤井皓玄を討ち取り、神辺城を奪還した。
元亀3年（1572年）の毛利氏掟では、奉行人の下で日常の政務を行う番衆の一人として名を連ねている。
文禄2年（1593年）1月7日に死去。